# Okręg Sybin
Sybin (rum. Sibiu) – okręg w środkowej Rumunii (Siedmiogród), ze stolicą w mieście Sybin. W 2011 roku liczył 397 322 mieszkańców. Okręg ma powierzchnię 5432 km², a jego gęstość zaludnienia wynosiła w 2002 roku 82 os./km².

## Struktura narodowościowa
Według spisu ludności z roku 2011 okręg Sybin zamieszkiwały następujące narodowości:
- Rumuni - 85,2%
- Romowie - 4,52%
- Węgrzy - 2,74%
- Niemcy - 1,07%
- Włosi - 0,017%
- Rosjanie - 0,016%
- Grecy - 0,008%
- Żydzi - 0,008%
- Polacy - 0,008%
- Turcy - 0,007%

## Miasta
- Sybin (węg. Nagyszeben)
- Mediaș (węg. Medgyes)
- Cisnădie (węg. Nagydisznód)
- Avrig (węg. Felek)
- Agnita (węg. Szentágota)
- Tălmaciu (węg. Nagytalmács)
- Dumbrăveni (węg. Erzsébetváros)
- Copșa Mică (węg. Kiskapus)
- Miercurea Sibiului (węg. Szerdahely)
- Ocna Sibiului (węg. Vízakna)
- Biertan (węg. Berethalom).

## Gminy
- Alma
- Alțina
- Apoldu de Jos
- Arpașu de Jos
- Ațel
- Axente Sever
- Bazna
- Bârghiș
- Biertan
- Blăjel
- Boița
- Brateiu
- Brădeni
- Bruiu
- Chirpăr
- Cârța
- Cârțișoara
- Cristian
- Dârlos
- Gura Râului
- Hoghilag
- Iacobeni
- Jina
- Laslea
- Loamneș
- Ludoș
- Marpod
- Merghindeal
- Micăsasa
- Mihăileni
- Moșna
- Nocrich
- Orlat
- Păuca
- Poiana Sibiului
- Poplaca
- Porumbacu de Jos
- Racovița
- Rășinari
- Râu Sadului
- Roșia
- Sadu
- Slimnic
- Șeica Mare
- Șeica Mică
- Șelimbăr
- Șura Mare
- Șura Mică
- Tilișca
- Târnava
- Turnu Roșu
- Valea Viilor
- Vurpăr